# Меблева фабрика Swarzędz
Меблева фабрика Swarzędz – державне підприємство, а потім зареєстрована компанія (SWZ), зареєстрована на Варшавській фондовій біржі, з зареєстрованим офісом у Сважендзе (Великопольське воєводство, Познанський повіт), що є частиною Swarzędz capital group. As Swarzędz Meble SA з 10 березня 2009 року в стані ліквідації.

## Історія
Компанія була заснована на початку 20 століття. Найстарішими фабриками, з яких виникла компанія, були столярна майстерня Антонія Табаки зі Сважендз та Фабрика художніх меблів Юзефа Срочинського з Познані.
Після Другої світової війни фабрики були націоналізовані, а в 1952 році було створено державне підприємство Swarzędzka Fabryka Mebli (SFM). Пізніше заводи в інших містах були додані до заводу в Сважендзі, а назву компанії змінили на Swarzędzkie Fabryki Mebli . Наприкінці 80-х. У 1980-х роках компанія мала кілька виробничих підприємств у Сважендзі (завод № 1 і 2), Костшині (завод № 3), Познані (завод № 4), Мосіні (завод № 5), Косцяні (завод № 4). 6), Равіч (завод № 7), Гостинь (завод № 8) та філія в Боянові. На підприємстві діяло багато громадських організацій, напр. Відділ PTTK «Meblarz» президентом якого був Маріан Яскула. Виходив журнал для бригади – двотижневик «Сегменти». Доктор Анджей Павляк на той час був багаторічним директором компанії.
30 жовтня 1990 року відбулася комерціалізація – з державного підприємства було створено акціонерне товариство, а потім приватизація підприємства – одна з перших у III Республіці Польща. Назва компанії була змінена на Swarzędzkie Fabryki Mebli SA. Першим президентом компанії був нинішній директор компанії, д-р Анджей Павляк. У 1991 році компанія була однією з перших компаній, зареєстрованих на Варшавській фондовій біржі.